# Ugolino da Montecatini
Ugolino Caccini dit Ugolini da Montecatini est un médecin hydrologue toscan né à Montecatini en 1345 ou 1346 et mort à Florence en 1425.

## Biographie
Ugolino étudie la médecine à Bologne. Diplômé en 1367, il exerce tout d'abord à Montecatini puis à Pescia. Encouragé par le seigneur pisan Pietro Gambacorti dont il est de 1372 à 1392 le médecin personnel, il entreprend des études fondamentales sur la composition et l'efficacité curative des eaux thermales. Sur l'invitation de Coluccio Salutati, il enseigne la médecine à Florence puis s'engage au service de Pandolfo Malatesta à Pesaro. Il est ensuite médecin à Lucques et Pérouse puis retourne à Florence en 1920.

## Œuvre
Son œuvre majeure est le Tractatus de balneis (1419-1420), premier texte complet d'hydrologie médicale et d'hydrothérapie thermale, dans lequel il rapporte avec précision les qualités thérapeutiques des eaux thermales qu'il a lui-même expérimentées, où il mentionne prudemment celles dont il a seulement entendu parler, et où il donne des indications utiles sur les modalités et les périodes propices de la thérapie en fonction de la qualité des eaux et des différentes maladies. 
Imprimé en 1553 à Venise, et largement cité par Alessandro Bicchierai dans l'ouvrage sur les bains de Montecatini (it) qu'il dédie en 1788 au grand-duc Léopold, le traité d'Ugolino da Montecatini est traduit en italien et annoté par Michele Giuseppe Nardi en 1950 à Florence.